# 陈飞 (柔道运动员)
陈飞（1990年10月30日—），女，天津人，中国柔道運動員。

## 生平
2012年，陈飞代表中国出戰英國倫敦舉行的奥林匹克运动会柔道比賽女子70公斤級賽事。